# 평양2413
평양 2413은 조선민주주의인민공화국의 여섯번째 스마트폰이다. Gionee Marathon M3와 동일한 모델로, Gionee사의 제품을 OEM 생산하였다.

## 모델
기본 모델인 평양 2413이 있음을 알수가 있고 가장 중저가에 거래되고 있는 스마트폰임을 알수가 있다는 것이고 가장 서비스가 그나마 나은 정보를 주고 있음을 알수가 있다는 것이다.

## 안드로이드 운영체제

### 안드로이드 4.4.2 킷캣
안드로이드 OS 안드로이드 4.4.2 킷캣를 탑재하여서 출시를 하였음을 알수가 있고 최신은 아니지만 그나마 중간형으로 출시하였음을 알수가 있다는 것이다.

## 나의 길동무 3.0 앱스토어
조선민주주의인민공화국에서는 원래는 봉사 시장이라는 오픈 마켓을 이용하였으나 2015년부터 나의 길동무 3.0 서비스를 시작하여 특히 나의 길동무라는 서비스를 이용하여 외국 도서 및 전문 도서와 특히 조선민주주의인민공화국의 엔진 게임을 다운로드 받을 수 있음을 알수가 있다.
150여개의 온라인 게임과 전문 도서 및 외국 도서 1,500여권을 다운받고 구독할 수 있는 기회가 있음을 알수가 있다.
하지만 나의 길동무 4.0이 나오기 전에는 동영상을 보려면 삼흥이라는 사이트로 신용카드를 긁어서 광명망에서 다운을 받아야 하였음을 알수가 있다는 것이다.

## 평양 2413 데이터 서비스
고려링크에서 전문적으로 판매하거나 혹은 강성네트망으로 특히 평양 2413 스마트폰 등 많은 스마트폰에 데이터 서비스를 하여 특히 광명망으로 조선중앙통신사나 혹은 로동신문 등 신문을 보거나 혹은 류경 오락장 사이트에서 온라인 게임을 하거나 만방 동영상 서비스를 이용할 수 있음을 알수가 있다.
현재 평양 2413 스마트폰으로 조선민주주의인민공화국은 현재 데이터 서비스로 인하여 다운로드 받은 동구권 영화나 혹은 프로 축구 동영상을 서로 블루투스나 혹은 멀티미디어 메시지 서비스로 공유 받고 있음을 알수가 있다.
그리고 현재는 평양 2413은 회피앱을 가지고 조선민주주의인민공화국의 금지 도서나 혹은 금지 동영상을 볼 수 있도록 조치를 해놓을 수 있도록 하였다는 말이 있을 정도로 자주 거래가 되고 있음을 알수가 있고 특히 조선민주주의인민공화국의 앱이나 혹은 동영상과 함께 회피앱으로 블루투스를 통하여 공유가 되고 있음을 알수가 있다.
특히 만수대 TV에서 직접 운영하는 사이트인 목란비디오에서 미국 애니메이션과 특히 쿠바, 동구권 영화 및 인도 영화를 동영상 파일을 통하여 스마트폰으로 데이터 서비스로 다운로드 받아서 시청할 수 있도록 조정을 하고 있음을 알수가 있어서 서비스가 많이 개방이 되어 있음을 알수가 있다.